# Судак-Лиман
Судак-Лиман (Зелёная бухта, Новосветская бухта, Ниташ, губа Чикенская) — бухта в Чёрном море, у посёлка Новый Свет.

## Описание
Песчаное дно дарит воде зеленоватый цвет, этот факт и послужил народному названию бухты. Берег данного пляжа устлан как донным песком, так и крупными булыжниками. Пляж является одним из чистейших на территории полуострова, мусор здесь вывозится по графику. Пляж не очень широкий около 20 метров, хорошо благоустроен, имеются лежаки для загара, деревянные дорожки к морю, урны, зонты, развлекательные площадки. Набережная застроена ресторанами и магазинами. Пляж Зелёная бухта является «образцово-показательным», награждён знаком отличия «3 ракушки».

## История
В акватории бухты 14 августа 1277 года произошло морское сражение, эта дата достаточно точна, поскольку сохранились документальные свидетельства очевидцев боя, а подводные археологи обнаружили в месте гибели на дне множество обгоревших досок и остатков такелажа. Торговая галера шла из Пизы в генуэзскую колонию Согдайю, в сопровождении генуэзского корабля. Возник некий конфликт между экипажами, произошел морской бой, в результате чего галера была сожжена. Исследования судна ведет более 10 лет «Черноморский центр подводных исследований». Галера лежит на 14-метровой глубине в бухте, где в древние времена была стоянка торговых судов. На её борту были амфоры с вином и оливковым маслом, кухонная посуда, покрытая глазурью. На борту найдены личные вещи купцов, серебряные монеты, которые ранее не попадались местным археологам.